# Let Love Rule
Let Love Rule is een nummer van de Amerikaanse rockzanger Lenny Kravitz uit 1989. Het is de eerste single van zijn gelijknamige debuutalbum.
De single had wereldwijd niet zoveel succes. In thuisland de Verenigde Staten flopte de plaat in de Billboard Hot 100 met een 89e positie. 
In Nederland werd de plaat regelmatig gedraaid op Radio 3 en werd een bescheiden radiohit. De plaat bereikte de 23e positie in de Nederlandse Top 40 en de 26e positie in de Nationale Top 100.
In België werd de 41e positie in de Vlaamse Ultratop 50 bereikt. De Vlaamse Radio 2 Top 30 werd niet gehaald.

## NPO Radio 2 Top 2000
| Nummer met noteringen in de NPO Radio 2 Top 2000 | '00 | '01 | '02 | '03 | '04 | '05 | '06 | '07 | '08 | '09 | '10 | '11 | '12 | '13 | '14 | '15 | '16 | '17 | '18  | '19  | '20 | '21  | '22  | '23  | '24  |
| ------------------------------------------------ | --- | --- | --- | --- | --- | --- | --- | --- | --- | --- | --- | --- | --- | --- | --- | --- | --- | --- | ---- | ---- | --- | ---- | ---- | ---- | ---- |
| Let Love Rule                                    | 391 | -   | 614 | 509 | 449 | 683 | 691 | 818 | 637 | 768 | 784 | 829 | 952 | 911 | 725 | 681 | 818 | 868 | 1105 | 1184 | 821 | 1102 | 1282 | 1271 | 1392 |

1. ↑  Een '-' betekent dat het nummer niet was genoteerd en een vetgedrukt getal geeft de hoogste notering aan.
2. ↑  2000 was het eerste jaar met een notering voor dit nummer.